# Chunchegowdanahosahalli, Dod Ballapur
Chunchegowdanahosahalli là một làng thuộc tehsil Dod Ballapur, huyện Bangalore Rural, bang Karnataka, Ấn Độ.